# Leoš Středa
Leoš Středa (5. července 1963 Praha – 31. března 2022 Neprobylice) byl český lékař a vysokoškolský pedagog. Je autorem odborných knih, popularizoval léčebnou pedagogiku, zdravou výživu, dietologii, estetickou medicínu a kosmetiku v tisku, rozhlase a televizi. Vyvíjel léčebné a kosmetické přístroje, dietní preparáty a kosmetické přípravky.

## Profesní životopis
Studium medicíny dokončil v roce 1987 na 1. lékařské fakultě Univerzity Karlovy (tehdy fakulta všeobecného lékařství UK). Po pádu socialismu založil Institut lékařské regenerace a kosmetiky. Během několika let vytvořil síť jeho poboček po celém světě (pobočka Dr.Streda-Instituto Medico de Regeneration y Cosmeticos na Kanárských ostrovech ve Španělsku, firma Streda Regeneration and Medical Industries v Kanadě, zastoupení Institutu lékařské regenerace a kosmetiky v Česku, Německu, Slovensku a Rusku, firma Dr.Středa – Middle East pro aktivity v Sýrii, klinika ve Spojených arabských emirátech, pobočka Streda-life a.o. v Dněpropetrovsku na Ukrajině, farmaceutické zastoupení v Libanonu, klinika MUDr.Streda Limited v africké Keni, klinika Dr.Streda as Co.Ltd. na Phuketu v Thajsku, obchodní zastoupení v Lincolnu na Novém Zélandu, výzkumné laboratoře Dr.Streda's Institute of Healthy Nutrition na Filipínách). Podnikání postupně ukončil do roku 2000.
Působil jako vědecký pracovník na 1. lékařské fakultě Univerzity Karlovy v Praze a přednášel na Pedagogické fakultě téže univerzity a lékařům v rámci celoživotního vzdělávání České lékařské komory.
Dne 31. března 2022 byl zastřelen svým kamarádem režisérem Borisem Procházkou v prostorách svého Euroinstitutu v Neprobylicích na Kladensku. Boris Procházka ihned po vraždě spáchal sebevraždu stejnou zbraní.

## Charitativní práce
V České republice pracoval pro nadaci Nadaci Dagmar a Václava Havlových Vize 97.
V roce 2012 a 2013 pořádal zastupitelský úřad v Manile ve spolupráci s Řádem rytířů Rizala kurzy českého jazyka a kultury pro filipínské studenty, které Leoš Středa vedl. Členem řádu byl Středa od roku 2008.

## Dílo

### Knihy

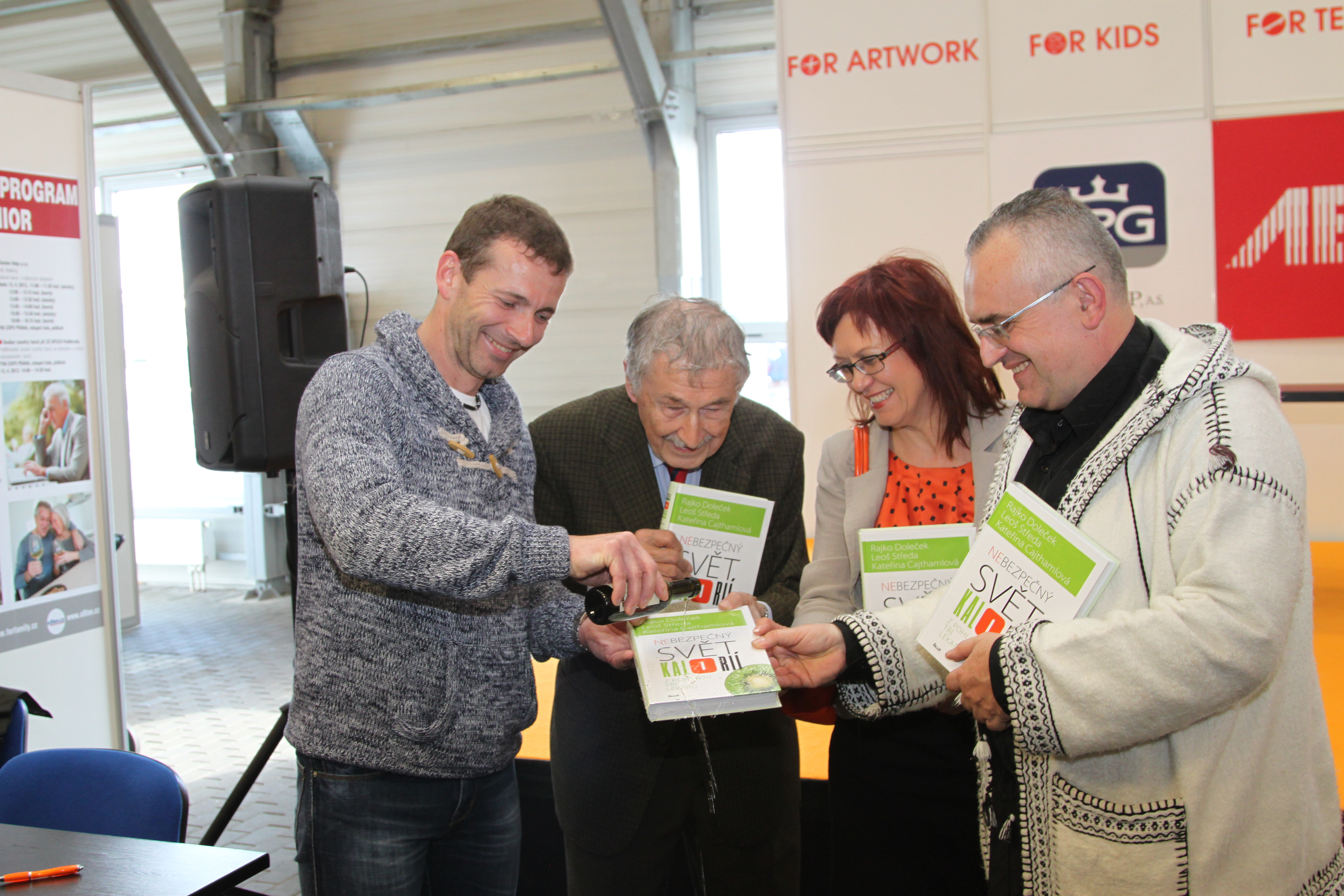
Nebezpečný svět kalorií je publikace o hubnutí autorů Rajko Doleček, Leoš Středa a Kateřina Cajthamlová, kterou pokřtil Petr Havlíček. Hlavní témata jsou diety, jak zhubnout, dieta na hubnutí a zdravý životní styl.

- Ženy chtějí být krásné aneb Moderní trendy v kosmetice, 1993
- Jak omládnout o šest až osm let: Face-building, 1994
- A už dosť: Zápisník pre zdravie a štíhlosť, 1995
- Učebnice kosmetiky, 1996–2000
- Univerzita hubnutí, 2005,[13] 2009
- Vybrané kapitoly o zdraví, 2010 (spolu s Prof. MUDr. Tomášem Zimou, DrSc. a PhDr. Evou Marádovou, CSc.)
- eHealth a telemedicína, 2011 (spolu s Ing. Petrem Panýrkem)
- Jose Rizal – oftalmolog a národní hrdina Filipín, 2011 (spolu s Prof. MUDr. Tomášem Zimou, DrSc.)
- Učebnice české frazeologie a reálií pro Filipínce = Aklat-aralin ng Tsek prasiyolohiya at realia para sa Pilipino = Czech phraseology and realia for Filipinos (textbook), 2013
- Nebezpečný svět kalorií, 2013 (spolu s Rajko Dolečkem a Kateřinou Cajthamlovou)
- Obézní pacient v interdisciplinárním pohledu, 2013 (spolu s Doc. MUDr. Vojtěchem Hainerem, CSc., PhDr. Ivou Málkovou, MUDr. Petrem Tláskalem, CSc. et al.)
- eHealth a telemedicína, 2016 (spolu s Ing. Karlem Hánou)
- Slabikář pro dospělé žáky: Učebnice pro výuku žáků žijících v domovech pro osoby se zdravotním postižením a domovech se zvláštním režimem, 2019 (spolu s Evou Mrázovou)
- Telemedicína koronavirus, 2020 (spolu s Janem Beerem)

### Rubriky v periodikách
Kosmetické a lékařské poradny dr. Středy vycházely v 90. letech minulého století pravidelně ve většině deníků a časopisů ČR a SR.
- deníky Právo, Blesk, Expres, Metro, Večerní Praha (později Večerník Praha), Zemědělské noviny (později Zemské noviny), regionální deníky Vltava-Labe-Press
- slovenské deníky Pravda, Új Szó (v maďarštině), Nový Čas, Národná obroda, Košický večer
- časopisy Elle, Cosmopolitan, Vlasta, Tina, Kadeřnická a kosmetická praxe, Linda, Žena a život, Longevity, Praktická žena, Příběhy lásky, Claudie, Dívka, Bravo girl, Rytmus života, Puls, Překvapení, Astro, Tuần Tin Mới (ve vietnamštině)
- slovenské časopisy Šarm, Eva, Plus 7 dní, Slovenka, Dorka

V letech 1995 a 1996 vydával vlastní časopis určený pro odbornou kosmetickou veřejnost Ars cosmetica. Po roce 2000 zúžil publikační činnost v periodikách jen na několik časopiseckých titulů a internet.

### Televizní pořady
- Tak už dost!, seriál o hubnutí každý týden v Československé televizi v roce 1992
- Lady today, kosmetická poradna v magazínu pro ženy na OK 3 1992–1994
- Tak už dosť, seriál o hubnutí každý týden ve Slovenské televizi v letech 1993 a 1994
- Okénko doktora Středy, seriál televizní školy kosmetiky na TV Premiéra v letech 1995 a 1996[16]
- Tak už dost, seriál o hubnutí každý týden v České televizi v roce 1996
- Středa s doktorem Středou, seriál o medicíně a kosmetice vysílaný televizní společností Kabel Plus v roce 1997
- Jak dělat z boubelatých dívek štíhlé krásky, pořad na ČT1, odvysílaný v roce 2006[17]

## Ohlas
S humorem popisuje dr. Středu spisovatel František Nepil v povídce Tloustnout znamená stárnout z roku 1992. Jan Hůla a Eva Hirschová ho vyzpovídali v knize o známých osobnostech Milionářem v Čechách, která vyšla v roce 1994. Vladimír Páral píše o dr. Středovi v knize Profesionální muž. Úzké kontakty k Hradu se probíraly v knize Mileny Jarošové Milostné aféry prvního páru, z roku 2000. Když v roce 2000 ukončil Středa komerční dráhu, podílel se na některých humanitárních projektech v Asii. Česká televize o něm a těchto projektech natočila dokument, který byl odvysílán v pořadu POKR v roce 2006. Michal Viewegh zmiňuje dr. Středu v knize Biomanželka, která vyšla v roce 2010. V roce 2011 byl hostem televizního pořadu Show Jana Krause a pořad o něm odvysílala slovenská soukromá televize Markíza. V 90. letech vařil několik svých jídel i v pořadu Slovenské televize, Varím, varíš, varíme. Byl také odborným poradcem v pořadu Tak už dosť.

## Ocenění
- Řád rytířů Rizala (Filipíny) – rytíř (2008)